# Tebing Linggahara
Tebing Linggahara is een bestuurslaag in het regentschap Labuhan Batu van de provincie Noord-Sumatra, Indonesië. Tebing Linggahara telt 4511 inwoners (volkstelling 2010).